# Sukadalem
Sukadalem is een bestuurslaag in het regentschap Serang van de provincie Banten, Indonesië. Sukadalem telt 6914 inwoners (volkstelling 2010).